# Кэмпбелл, Остен
Остен Фенуик Кэмпбелл (англ. Austen Fenwick Campbell; 5 мая 1901 — 8 сентября 1981), также известный как Осси Кэмпбелл (англ. Aussie Campbell) — английский футболист, левый хавбек. Выступал за клубы «Лидгейт Парк», «Блэкберн Роверс», «Хаддерсфилд Таун» и «Халл Сити». Также провёл восемь матчей за национальную сборную Англии.

## Клубная карьера
Уроженец Эбчестера (графство Дарем), Кэмпбелл выступал за юношескую команду «Спен Блэк энд Уайт». Затем играл за клуб Северо-восточной лиги (North Eastern League) «Лидгейт Парк». С 1919 по 1921 год выступал за «Ковентри Сити» (провёл 1 матч в рамках Второго дивизиона Футбольной лиги против «Вулверхэмптон Уондерерс» 12 февраля 1921 года). В июне 1921 года вернулся в «Лидгейт Парк».
В феврале 1923 года Кэмпбелл подписал контракт с клубом Первого дивизиона «Блэкберн Роверс», который вышел победителем в борьбе за его переход с такими клубами как «Бернли» и «Шеффилд Юнайтед». В сезоне сезоне 1927/28 помог команде выиграть Кубок Англии, обыграв в финальном матче «Хаддерсфилд Таун». Выступал за «Роверс» до 1929 года, сыграв в общей сложности 184 матча и забив 9 голов (включая 7 голов в 161 матче в рамках чемпионата Англии).
В сентябре 1929 года «Хаддерсфилд Таун» подписал Кэмпбелла за «значительную» сумму. Остен стал капитаном «терьеров». Выступал за команду до 1935 года , сыграв в общей сложности 212 матчей и забив 6 голов (включая 5 голов в 194 матчах в рамках чемпионата Англии).
В ноябре 1935 года стал игроком «Халл Сити», однако в апреле 1936 года был помещён в «трансферный список». В сентябре того же года  перешёл в клуб Комбинации Ланкашира «Дарвен», где провёл один сезон, после чего завершил карьеру игрока.

## Карьера в сборной
22 октября 1928 года дебютировал за национальную сборную Англии в матче против сборной Ирландии.
17 октября того же года провёл свой второй и последний матч за национальную команду (против сборной Ирландии).
Также провёл пять матчей и забил один гол за сборную Футбольной лиги Англии (с 1928 по 1933 год).

### Список матчей за сборную Англии
| № | Дата            | Стадион                   | Соперник  | Результат | Турнир                     |
| - | --------------- | ------------------------- | --------- | --------- | -------------------------- |
| 1 | 22 октября 1928 | «Гудисон Парк», Ливерпуль | Ирландия  | 2:1       | Домашний чемпионат 1928/29 |
| 2 | 17 ноября 1928  | «Ветч Филд», Суонси       | Уэльс     | 3:2       | Домашний чемпионат 1928/29 |
| 3 | 20 октября 1930 | «Брэмолл Лейн», Шеффилд   | Ирландия  | 5:1       | Домашний чемпионат 1930/31 |
| 4 | 22 ноября 1930  | «Рейскорс Граунд», Рексем | Уэльс     | 4:0       | Домашний чемпионат 1930/31 |
| 5 | 28 марта 1931   | «Хэмпден Парк», Глазго    | Шотландия | 0:2       | Домашний чемпионат 1930/31 |
| 6 | 17 октября 1931 | «Уиндзор Парк», Белфаст   | Ирландия  | 6:2       | Домашний чемпионат 1931/32 |
| 7 | 18 ноября 1931  | «Энфилд», Ливерпуль       | Уэльс     | 3:1       | Домашний чемпионат 1931/32 |
| 8 | 9 декабря 1931  | «Хайбери», Лондон         | Испания   | 7:1       | Товарищеский матч          |

Итого: 8 матчей / 0 голов; 7 победы, 0 ничьих, 1 поражение

## Достижения
«Блэкберн Роверс»
- Обладатель Кубка Англии: 1928

«Хаддерсфилд Таун»
- Финалист Кубка Англии: 1930
- Вице-чемпион Англии: 1933/34

Сборная Англии
- Победитель Домашнего чемпионата: 1930/31 (разделённая победа), 1931/32